# Boechera arcuata
Boechera arcuata är en korsblommig växtart som först beskrevs av Thomas Nuttall, och fick sitt nu gällande namn av Windham och Al-shehbaz. Boechera arcuata ingår i släktet indiantravar, och familjen korsblommiga växter. Inga underarter finns listade i Catalogue of Life.